# Отношения Мексики и Сент-Люсии
Отношения Мексики и Сент-Люсии — двусторонние дипломатические отношения между Мексикой и Сент-Люсией. Страны являются членами Ассоциации карибских государств, Организации американских государств и Организации Объединённых Наций (ООН).

## История
Государства установили дипломатические отношения 17 мая 1979 года. Контакты между странами обычно проходили на многосторонних форумах, в том числе в Организации Объединённых Наций. В 1981 году Сент-Люсия стала штаб-квартирой Организации Восточно-карибских государств (ОВКГ). В 2005 году Мексика открыла посольство в Кастри, которое аккредитовано при ОВКГ и других странах восточной части Карибского бассейна.
В ноябре 2010 года премьер-министр Сент-Люсии Стивенсон Кинг посетил Мексику для участия в Конференции Организации Объединённых Наций по изменению климата, проходившую в Канкуне. В 2013 году Сент-Люсия сильно пострадала от урагана Шанталь. В феврале 2014 года министр иностранных дел Мексики Хосе Антонио Мид посетил Сент-Люсию. Мексика пожертвовала 500 000 долларов США на восстановление Сент-Люсии от последствий урагана, а также обязалась восстановить больницу Святого Иуды в Кастри. В ноябре 2016 года заместитель министра иностранных дел Мексики Сокорро Флорес Лиера посетил Сент-Люсию, чтобы открыть восстановленную больницу Святого Иуды в Кастри.
В октябре 2017 года премьер-министр Сент-Люсии Аллен Частанет посетил с официальным визитом Мехико, где встретился с президентом Энрике Пенья Ньето, и они обсудили возможные программы двустороннего сотрудничества с акцентом на технические, научные, образовательные и инфраструктурные области, а также такие вопросы, как изменение климата, содействие коммерции и всеобъемлющее управление рисками. В марте 2018 года министр иностранных дел Мексики Луис Видегарай Касо посетил Сент-Люсию и встретился с премьер-министром Алленом Частанетом. В ходе визита стороны приняли участие в церемонии приемки первого этапа системы водоочистки Деннери-Норт, для которой Мексика предоставила 13,5 млн долларов восточнокарибских долларов через Инфраструктурный фонд для стран Мезоамерики и Карибского бассейна.
Каждый год правительство Мексики предлагает стипендии гражданам Сент-Люсии для прохождения обучения в аспирантуре мексиканских высших учебных заведений.

## Двусторонние соглашения
Между государствами подписано несколько двусторонних соглашений, таких как: Соглашение об обмене информацией по налоговым вопросам (2013 год); Соглашение о сотрудничестве в области образования, культуры, молодежи, физической культуры и спорта (2014 год); Соглашение о техническом и научном сотрудничестве.

## Торговля
В 2018 году объём товарооборота между странами составил сумму 3,6 миллиона долларов США. Экспорт Мексики в Сент-Люсию: двери и окна, пластиковые плиты и листы, холодильники и морозильники, телевизоры с плоским экраном, и строительные камни. Экспорт Сент-Люсии в Мексику: оптические устройства, водоросли и детали для самолётов.

## Дипломатические представительства
- У Мексики имеется посольство в Кастри[9].
- Интересы Сент-Люсии в Мексике представлены через посольство в Вашингтоне (США)[10].